# 坎皮达诺方言
坎皮达诺方言，或称坎皮达诺撒丁语，是薩丁尼亞語的两个主要方言之一。留有加泰罗尼亚语和托斯卡納語的强烈影响的痕迹，与海岛语言有很大差异。坎皮达诺是位于意大利撒丁岛西南部的一个平原。
该方言的使用者主要分布在撒丁岛的中北部和整个坎皮达诺地区、卡利亚里、努奥罗省、奧里斯塔諾省，大约500000居民使用这一方言。第二次世界大战后许多撒丁人由于经济原因迁移到都灵、米兰和热那亚，坎皮达诺方言也扩展到意大利北部地区，除了意大利本土，在澳大利亚和德国也有零星分布。
对于住在中南部的撒丁人，他们无法用坎皮达诺方言与撒丁岛北部的人们沟通，特别是保萨尼亚和萨萨里地区（当地的人们讲科西嘉-撒丁方言），而意大利本土人，也可能完全不懂其意思而无法沟通，甚至有人认为，坎皮达诺方言不是意大利的一种方言。

## 渊源
坎皮达诺方言里发现不到古拉丁语影响的痕迹，但有一部分受前罗马帝国时期语言的影响，坎皮达诺方言很可能在努拉格时期受迦太基、迈锡尼、伊特鲁里亚、腓尼基、古罗马、萨尔达纳这些古老种族语言的影响，逐步融合而成形的。

## 词汇
坎皮达诺方言有些来自阿拉贡语和加泰罗尼亚语的借词，最近一百年才充入大量意大利语词汇，人种学词汇在坎皮达诺方言里没有对应词汇，从这一点上看特别明显。许多意大利语借词语音上发生了改变，意大利语借词以o结尾，坎皮达诺方言通常用u代替，坎皮达诺方言的强烈重音也改变了词语的发音。

## 书写
同意大利语一样，坎皮达诺方言使用拉丁字母书写，但不使用w和y(萨丁尼亚北部方言使用y)。与意大利语不同的是，它使用j,k,x。另外它还使用特殊字母Ç (ci truncada)，和连字母gh(gei-aca),tz(ti-zeta)。